# Stéphane Mertens
Stéphane Mertens (Parijs, 14 mei 1959) is een Belgisch voormalig motorcoureur.

## Levensloop
Mertens debuteerde in 1983 in de 250 cc-race van de Grand Prix van België met een negentiende plaats in het wereldkampioenschap wegrace. In datzelfde jaar werd hij in deze klasse ook vice-Europees kampioen. In 1984 nam hij op Yamaha aan zijn eerste volledige seizoen in het 250 cc-wereldkampioenschap deel, maar reed slechts drie punten bij elkaar en sloot het seizoen af als 27e. In het Belgisch kampioenschap won hij de titel. Mertens reed tot en met het seizoen 1987 in de 250 cc-klasse van het wereldkampioenschap, zijn beste klassering behaalde hij in 1986 met de veertiende plaats in het algemeen klassement.
Met ingang van het seizoen 1988 stapte Mertens over naar het nieuwe wereldkampioenschap superbike, waarin hij samen met Davide Tardozzi in het fabrieksteam van de Italiaanse fabrikant Bimota van start ging. De Belg wist twee races te winnen en sloot het wereldkampioenschap als vierde af met slechts 8,5 punten achterstand op wereldkampioen Fred Merkel. In 1989 startte Mertens op Honda voor het Total Bel-Ray Mediares Team. Ditmaal won hij vier races en werd vice-wereldkampioen en moest Fred Merkel wederom voor zich laten gaan. Na de derde plek in 1990 stapte Stéphane Mertens in 1991 over naar Ducati Belgium, waar hij op een Ducati 851 startte. Met twee overwinningen behaalde de Belg de vierde plek in het kampioenschap.
Vervolgens maakte Mertens de overstap naar het wereldkampioenschap endurance, waar hij met ruime voorsprong in 1995 de titel wist te winnen. In 1997 ging hij van start in de wereldserie supersport, reed voor het Duitse Team Rubatto op Suzuki en behaalde met drie podiumplekken de zesde plek in de eindrangschikking. In 2002 volgde zijn tweede wereldtitel in het wk endurace.